# Nelima similis
Nelima similis is een hooiwagen uit de familie Sclerosomatidae.